# Piye

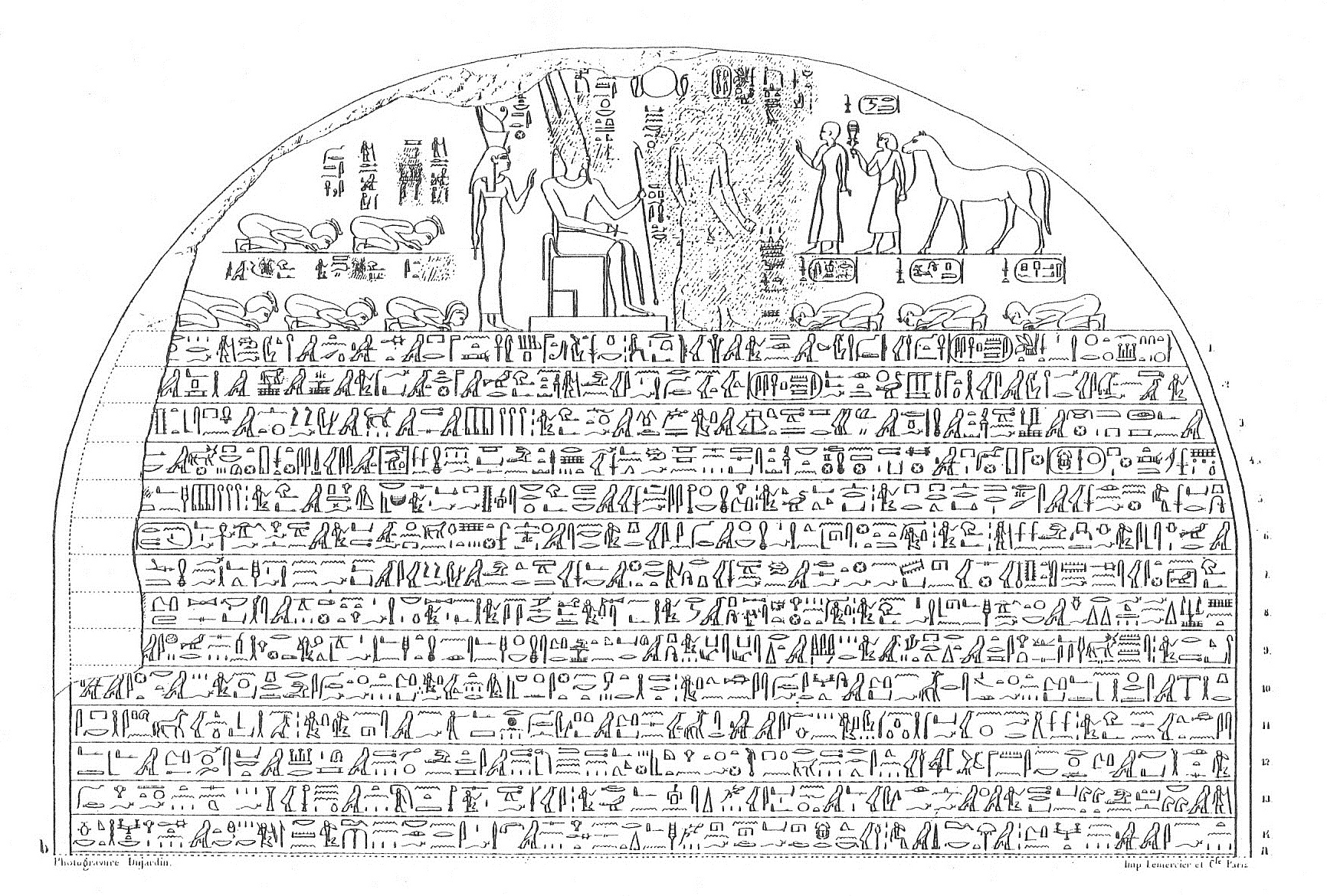
Phác họa Tấm bia Đại thắng của Piye

Piye hay Piankhi, là một vị vua của Vương quốc Kush và cũng là pharaon sáng lập Vương triều thứ 25 trong lịch sử Ai Cập cổ đại, cai trị trong khoảng năm 744 đến 714 TCN. Thành phố Napata (Sudan ngày nay) là thủ phủ của Piye, nằm sâu trong Nubia, quê hương ông.

## Gia quyến
Piye là con của vua Kashta và có thể mẹ ông là hoàng hậu Pebatjma, người vợ duy nhất được biết đến của Kashta. Ông có 4 bà vợ:
- Tabiry, con gái của vua Alara (tiền nhiệm của Kashta) và vương hậu Kasaqa. Bà được biết đến qua một tấm bia đá (hiện ở Khartoum)[3] và một bức tượng shabti (hiện ở Bảo tàng Petrie, UC13220)[4]. Ngoài các danh hiệu thường phong cho một vương hậu (được ghi trên tấm bia), Tabiry còn được gọi là "Vương hậu Chánh cung của Nhà vua", cho thấy bà là vợ cả của Piye[5]. Bà được chôn tại kim tự tháp Ku.35 (el-Kurru)[3].
- Abar, mẹ của vua Taharqa, dựa trên một tấm bia cùng với con trai tại Gebel Barkal. Bà là cháu gái (con một người chị em) của vua Alara, tức chị em họ với Tabiry[5]. Abar còn xuất hiện trên các bức phù điêu ở Kawa, Sanam (Sudan) và Tanis[6]. Abar có thể được chôn cất tại kim tự tháp Nuri số 35[7].
- Khensa, được gọi là "Chị em gái của Vua", vì thế, Khensa có thể là một người con của vua Kashta. Khensa được chứng thực cùng với Piye trên một bức tượng của thần Bastet. Bà được táng tại kim tự tháp Ku.4, bên trong vẫn còn sót lại những vật phẩm tang lễ[3][5].
- Peksater, là con gái của Kashta và hoàng hậu Pebatjma, có thể là con nuôi[5][7]. Bà xuất hiện cùng Piye trên một phù điêu ở đền Amun[8]. Peksater được táng ở Abydos, dựa trên tàn tích của các khung cửa và một tấm bia được tìm thấy tại đó[8][9].

Piye có nhiều người con, ngoại trừ vua Taharqa, thì những người còn lại đều không rõ mẹ:
- Taharqa, nối ngôi sau vua Shabaka.
- Shebitku (?), có thể là một người con[10] hoặc em của Piye[11].
- Shepenupet II, nữ tư tế của Amun tại Thebes, được nhận nuôi bởi người cô là công chúa Amenirdis I, mộ phần ở tại Medinet Habu.
- Qalhata, vương hậu của Shabaka, sinh ra vua Tantamani. Được biết đến qua tấm bia của con trai và từ lăng mộ kim tự tháp Ku.5 của bà[7][12].
- Tabekenamun, Nữ tư tế của Hathor và Neith, kết hôn với Taharqa (hoặc Shabaka), được biết đến qua bức tượng Cairo 49157 tại Karnak[7][12].
- Naparaye, vương hậu của Taharqa, các danh hiệu được biết đến từ lăng mộ kim tự tháp Ku.3 của bà[3][7].
- Takahatenamun, vương hậu của Taharqa, được biết đến qua một bức phù điêu cùng chồng tại Gebel Barkal. Bà có thể được an táng tại kim tự tháp Nuri số 21[3][7].
- Arty, vương hậu của Shebitku. Tên của bà được xuất hiện trên tượng của Đại tư tế Haremakhet, con trai của Shebitku và có thể là với Arty[7].
- Har, vương tử, chỉ được nhắc đến trên bàn thờ của con gái là Wadjrenes. Wadjrenes kết hôn với Montuemhat, Nhà tiên tri của Amun và Thống đốc Thebes (người được chôn tại TT34)[5][13].
- Khaliut, Thống đốc của Kanad theo một tấm bia được tìm thấy ở Gebel Barkal[5].
- Mutirdis (?), Nữ tiên tri của Hathor và Mut, chôn tại TT410[11]. Cũng có thể là con gái của tiểu vương Hermopolis tên Menkheperre Khmuny[10].

## Chinh phục Ai Cập
Lợi dụng sự hỗn loạn ở Ai Cập, Piye đã đem quân tiến vào Hạ Ai Cập, mở rộng quyền lực ra ngoài Nubia. Tefnakht, người cai trị Sais, đã liên minh với các tiểu vương và dụ dỗ đồng minh của Piye, Nimlot cai trị Hermopolis, để tấn công Piye. Tefnakht đã đưa quân vây hãm khu vực phía nam, các tướng Nubia phải cầu cứu Piye. Piye nhanh chóng tiến đánh Trung và Hạ Ai Cập, buộc các đồng minh của Tefnakht phải dầu hàng, khiến cho Tefnakht bị cô lập. Tefnakht sau đó cũng phải quy hàng và chấp nhận là một chư hầu của Piye.
Tất cả những chiến tích của Piye đều được ghi chép trên Tấm bia Đại thắng vào năm thứ 21 của ông. Sau khi chinh phục thành công Ai Cập, Piye trở về quê hương và không còn quay lại Ai Cập một lần nữa.

## Trị vì

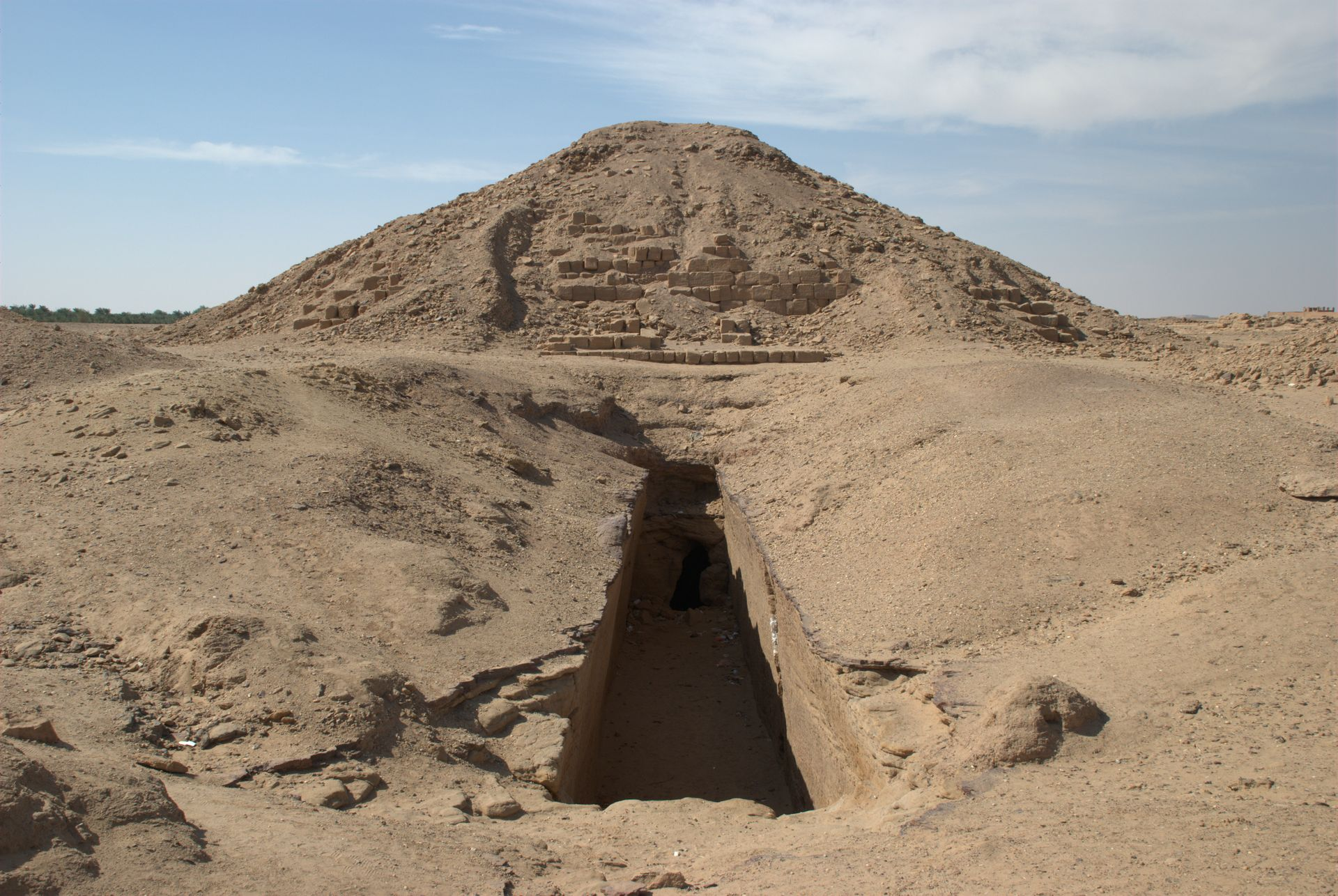
Kim tự tháp Ku.17, lăng mộ của Piye

Năm trị vì dài nhất từng được biết đến của Piye là năm thứ 24, dựa trên tấm bia Dakhla nhỏ (tìm thấy tại ốc đảo Dakhla, hiện ở Bảo tàng Ashmolean). Tuy nhiên, chữ khắc trên mộ của một tể tướng (tại Deir El-Bahari) cho biết, ông này mất vào năm thứ 27 của Piye. Các phù điêu ở Gebel Barkal mô tả Piye đang làm lễ Sed, lễ kỷ niệm 30 năm tại ngôi của một vị vua, nên có lẽ năm dài nhất của Piye là năm thứ 30.
Kenneth Kitchen đã đề xuất một triều đại kéo dài 31 năm cho Piye dựa trên một tấm bia đánh dấu năm thứ 8 của Tefnakht. Tuy nhiên, một ý kiến bất đồng đến từ Olivier Perdu, người tin rằng tấm bia này đề cập đến vua Tefnakht II, bởi vì nó có kiểu cách tương tự một tấm bia năm thứ hai của Necho I, người được cho là kế vị của Tefnakht II.

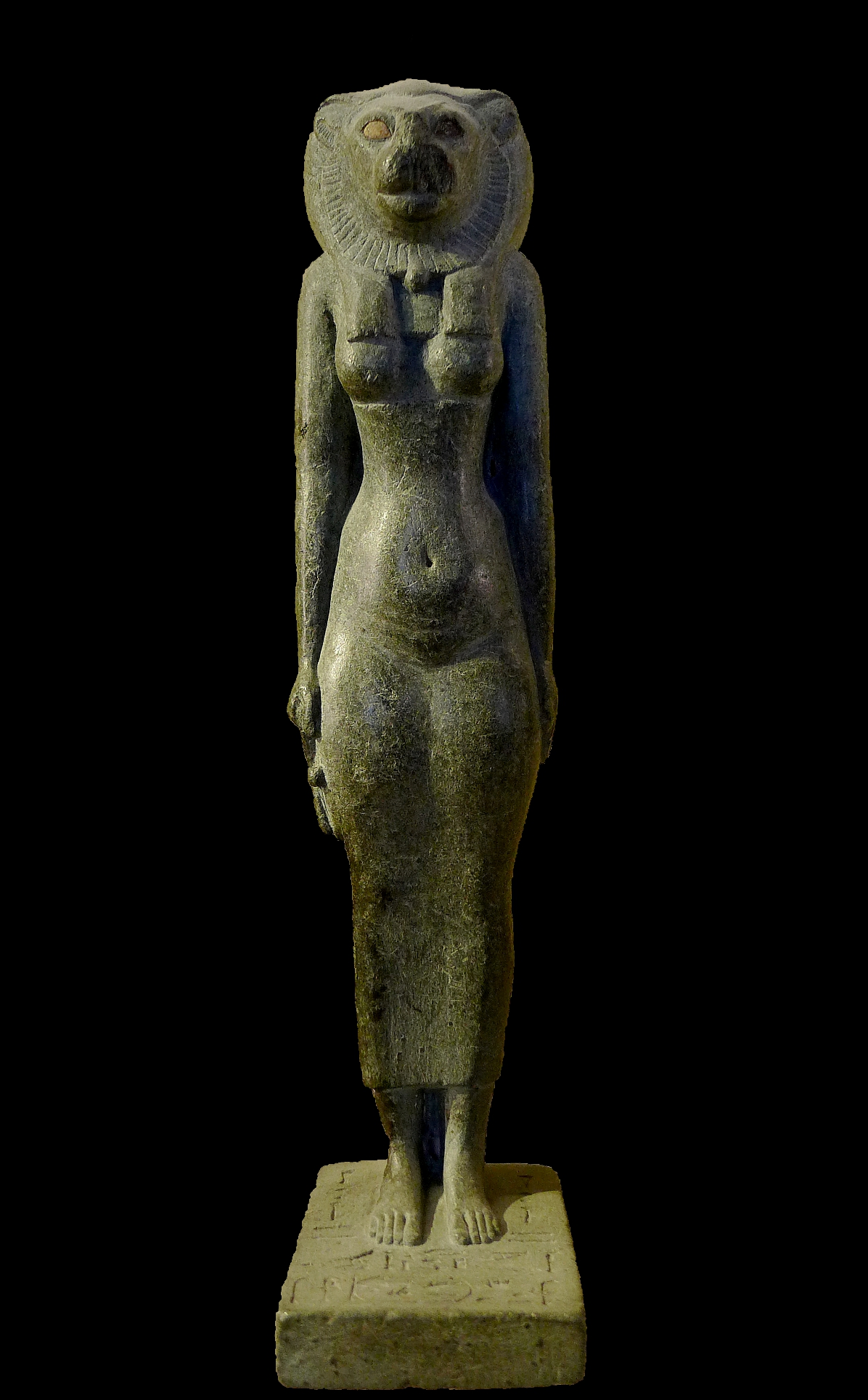
Tượng thần Bastet, chạm khắc dưới triều vua Piye

## Chôn cất
Piye được chôn cất tại kim tự tháp Ku.17 ở tại el-Kurru, gần Gebel Barkal. Thi hài của nhà vua được đặt trên một giường đá ngay giữa phòng mộ, xung quanh là xương của bốn con ngựa được tùy táng theo ông.